# Байківка (Кам'янський район)
Ба́йківка — село в Україні, у Вишнівській селищній громаді Кам'янського району Дніпропетровської області.
Населення — 1 мешканець.

## Географія
Село Байківка знаходиться за 4 км від лівого берега річки Лозуватка, за 2 км від села Червоний Яр та за 2,5 км від смт Вишневе.

## Історія
Біля Байківки у березні 1920 стався бій повстанців загону отамана Малашко  з червоноармійцями, що вийшли з ешелону з Катеринослава.  Під час загинуло 33 особи, з них 11 учнів Верхньодніпровської сільськогосподарської школи (старшому було 18 років). 

## Населення

### Мова
Розподіл населення за рідною мовою за даними перепису 2001 року:
| Мова       | Відсоток |
| ---------- | -------- |
| українська | 100 %    |

## Інтернет-посилання
- Погода в селі Байківка [Архівовано 20 грудня 2011 у Wayback Machine.]